# UCI America Tour 2011
De UCI America Tour 2011 is de zevende editie van de UCI America Tour, een van de vijf Continentale circuits van de UCI. Deze competitie omvatte 32 wedstrijden, en loopt van 16 oktober 2010 tot en met 17 september 2011.
Dit is een overzichtspagina met de belangrijkste UCI America Tour wedstrijden en de tussenstand in het seizoen 2010-2011 .

## Wedstrijden (seizoen 2010-2011)
| wedstrijd                                  | land                   | UCI-status |
| ------------------------------------------ | ---------------------- | ---------- |
| Ronde van Brazilië                         | Brazilië               | 2.2        |
| Ronde van Guatemala                        | Guatemala              | 2.2        |
| Ronde van Bolivia                          | Bolivia                | 2.2        |
| Ronde van Paraguay                         | Paraguay               | 2.2        |
| Ronde van Ecuador                          | Ecuador                | 2.2        |
| Ronde van Costa Rica                       | Costa Rica             | 2.2        |
| Ronde van Táchira                          | Venezuela              | 2.2        |
| Ronde van San Luis                         | Argentinië             | 2.1        |
| Vuelta Independencia Nacional              | Dominicaanse Republiek | 2.2        |
| Rutas de America                           | Uruguay                | 2.2        |
| Giro do Interior de Sao Paolo              | Brazilië               | 1.2        |
| Ronde van Mexico                           | Mexico                 | 2.2        |
| Ronde van Uruguay                          | Uruguay                | 2.2        |
| Volta Ciclistica Internacional de Gravatai | Brazilië               | 2.2        |
| Ronde van Santa Catarina                   | Brazilië               | 2.2        |
| Pan-Amerikaanse spelen                     | Colombia               | CC         |

| wedstrijd                                  | land             | UCI-status |
| ------------------------------------------ | ---------------- | ---------- |
| Ronde van Californië                       | Verenigde Staten | 2.HC       |
| Ronde van Paraná                           | Brazilië         | 2.2        |
| Coupe des Nations Ville Saguenay           | Canada           | 2.Ncup     |
| San Antonio de Padua Classic Event Guayama | Puerto Rico      | 1.2        |
| Philadelphia International Championship    | Verenigde Staten | 1.HC       |
| Ronde van Colombia                         | Colombia         | 2.2        |
| Ronde van de Beauce                        | Canada           | 2.2        |
| Prova Ciclistica 9 de Julho                | Brazilië         | 1.2        |
| Tour cycliste International de Martinique  | Frankrijk        | 2.2        |
| Ronde van Venezuela                        | Venezuela        | 2.2        |
| Ronde van Rio                              | Brazilië         | 2.2        |
| Ronde van Elk Groove                       | Verenigde Staten | 2.2        |
| Ronde van Guadeloupe                       | Frankrijk        | 2.2        |
| Ronde van Utah                             | Verenigde Staten | 2.1        |
| The Quiznos Challenge                      | Verenigde Staten | 2.1        |
| GP Univest                                 | Verenigde Staten | 1.2        |

## Eindklassement
| Plaats | Naam              | Tijd |
| ------ | ----------------- | ---- |
| 1      | Miguel Ubeto      | 180  |
| 2      | Gregolry Panizo   | 179  |
| 3      | Sergio Henao      | 151  |
| 4      | Manuel Medina     | 144  |
| 5      | Juan Pablo Suárez | 135  |

| Plaats | Ploeg                                         | Punten |
| ------ | --------------------------------------------- | ------ |
| 1      | UNE-EPM                                       | 371    |
| 2      | Clube Dataro de Ciclismo-Foz Do Iguacu        | 360    |
| 3      | Movistar Team Colombia                        | 354    |
| 4      | Funvic-Pindamonhangaba                        | 309    |
| 5      | Gobernación de Antioquia-Indeportes Antioquia | 286    |

| Plaats | Naam       | Punten |
| ------ | ---------- | ------ |
| 1      | Colombia   | 1808,2 |
| 2      | Venezuela  | 914,2  |
| 3      | Brazilië   | 696    |
| 4      | Argentinië | 598,67 |
| 5      | Canada     | 571,25 |